# Халид бин Халифа бин Абдул Азиз Аль Тани
Халид бин Халифа бин Абдул Азиз Аль Тани (араб. خالد بن خليفة بن عبد العزيز آل ثاني‎; род. 1968, Доха) — катарский государственный и политический деятель. С 28 января 2020 по 7 марта 2023 года был премьер-министром и министром внутренних дел страны. Член правящей семьи Аль Тани.

## Биография
Родился в Дохе в 1968 году. Проходил обучение в США, где в 1993 году получил степень бакалавра делового администрирования.
До 2002 года был сотрудником компании Qatar Liquefied Gas Company Limited. Затем работал в аппарате первого заместителя премьер-министра и министра иностранных дел с 2002 по 2006 год. 11 июля 2006 года был назначен директором канцелярии личного секретаря наследника шейха Тамима бин Хамада Аль Тани. 9 января 2007 года был назначен директором канцелярии шейха Тамима.
28 января 2020 года был назначен премьер-министром после отставки шейха Абдуллы бин Нассера бин Халифа Аль Тани.